# صموئيل كوكي
صموئيل كوكي (بالإنجليزية: Samuel Cooke)‏ هو محام بالقضاء العالي وسياسي أسترالي، ولد في 13 مارس 1847 في أستراليا، وتوفي في 26 يونيو 1929 في لندن في المملكة المتحدة. حزبياً، نشط في حزب التجارة الحرة. وقد انتخب عضو المجلس التشريعي الفيكتوري عن دائرة Western Province (Victoria) ‏ (1 سبتمبر 1888 – 17 مايو 1901) وانتخب عضو مجلس النواب الأسترالي عن دائرة Division of Wannon ‏ (29 مارس 1901 – 23 نوفمبر 1903).